# Spoorlijn Bünde - Bassum
De spoorlijn Bünde - Bassum is een Duitse spoorlijn in Noordrijn-Westfalen en Nedersaksen en is als spoorlijn 2982 onder beheer van DB Netze.

## Geschiedenis
Het traject werd door de Preußische Staatseisenbahnen i fasen geopend tussen 1 oktober 1899 en 1 augustus 1901. Sinds 1994 is er geen personenvervoer meer tussen Rahden en Bassum en is dat traject opgebroken, met uitzondering van het gedeelte Barenburg tot Sulingen dat in gebruik is voor goederenvervoer.
Sedert 2019 spant de gemeente Sulingen zich ervoor in, het traject Sulingen -Schwaförden -Bassum te reactiveren, voor zowel reizigers- als goederenvervoer. Anno 2022 zijn deze plannen nog niet veel nader geconcretiseerd.

## Treindiensten
De Eurobahn verzorgt het personenvervoer op dit traject met RB treinen.
| Serie | Treinsoort              | Route                                                          | Bijzonderheden                           |
| ----- | ----------------------- | -------------------------------------------------------------- | ---------------------------------------- |
| RB 71 | Regionalbahn (eurobahn) | Bielefeld Hbf – Herford – Bünde (Westf) – Rahden (Kr Lübbecke) | Ravensberger Bahn zondag 1x per twee uur |

## Aansluitingen
In de volgende plaatsen is of was er een aansluiting op de volgende spoorlijnen:
Bünde
DB 2992, spoorlijn tussen Löhne en Rheine
Holzhausen-Heddinghausen
DB 9168, spoorlijn tussen Holzhausen-Heddinghausen en Bohmte
Lübbecke
DB 9291, spoorlijn tussen Minden en Lübbecke
Rahden
DB 1743, spoorlijn tussen Nienburg en Rahden
Sulingen
DB 1744, spoorlijn tussen de aansluiting Lohe en Diepholz
Bassum
DB 2200, spoorlijn tussen Wanne-Eickel en Hamburg